# Calliephialtes minutus
Calliephialtes minutus är en stekelart som först beskrevs av Brulle 1846.  Calliephialtes minutus ingår i släktet Calliephialtes och familjen brokparasitsteklar. Inga underarter finns listade.